# Erik Wilhelm Weste
Erik Wilhelm Weste, född 20 september 1753 i Landskrona, död 9 december 1839 i Katarina församling i Stockholm, var en svensk ämbetsman, lexikograf, översättare och tecknare.

## Biografi
Erik Wilhelm Weste var son till direktören Johan Weste och Elisabet Scharnweber och från 1810 gift med Fredrika Albertina Björkman. Han blev kanslist vid generalfälttygmästarexpeditionen 1777, sekreterare i Krigskollegiet 1792 och sekreterare vid generalfälttygmästarexpeditionen 1792 samt i artilleridepartementet 1805. Han var krigsråd 1816–1826. Vid sidan av sitt arbete var han en framstående översättare, musiker och tecknare och är representerad vid Uppsala universitetsbibliotek med ett par teckningar med utsikter över Stockholm. Han var lexikograf och medredaktör vid första utgåvan av Bellmans Fredmans epistlar. Han var även altviolinist och medlem av Utile Dulci, samt invald som ledamot nummer 114 i Kungliga Musikaliska Akademien den 18 april 1788.
År 1783 utkom hans översättning av Den unge Werthers lidanden av Johann Wolfgang von Goethe, då med titeln Werthers lidande, som inledde Wertherfebern i Sverige. Det som räknas till hans största arbete är utgivandet av Parallèle des langues françoise et suédoise som utgavs 1795–1807.